# Pharaphodius rufomaculatus
Pharaphodius rufomaculatus är en skalbaggsart som beskrevs av Rudolph Petrovitz 1958. Pharaphodius rufomaculatus ingår i släktet Pharaphodius och familjen Aphodiidae. Inga underarter finns listade i Catalogue of Life.